# Брунейська затока
Брунейська затока — затока Південнокитайського моря, біля північно-західного узбережжя острова Калімантан. Затоку утворено вигином берегової лінії Калімантана, з мисами Бруней (на заході) і Кліас (на північному сході), а також ланцюгом островів, найбільший з яких Лабуан.

## Географія
Західна частина затоки мілководна, сюди зносять острівну породу річки Бруней і Лімбанг.

## Живий світ
Прибережна лінія затоки вкрита заростями мангрів і мангрових пальм. Тваринний світ також характерний для мангрового біоценозу: краби, мулисті стрибуни. Поблизу берега живуть численні мавпи носачі.

## Країни
На узбережжі знаходяться держава Бруней і провінція Малайзії Саравак. Лабуан і прилеглі острови утворюють окрему адміністративно-територіальну одиницю Малайзії. Острови Муара-Бесар, Пепатан, Бару-Бару, Бербунут належать Брунею, інші острови малайзійські.

## Транспорт
Через затоку пролягає єдиний шлях з брунейського округу Тембуронґ до основної території країни — водний. Проте до 2018 року має бути побудований міст довжиною у 14 км, який з'єднає Бруней суходолом.
З брунейського терміналу Сераса відходять пороми до острова Лабуан та містечка Лавас у Сараваку.